# برستوو دول
برستوو دول (به صربی: Brestov Dol) یک روستا در صربستان است که در Opština Babušnica واقع شده‌است. برستوو دول ۳۲ نفر جمعیت دارد.